# پارک شبه‌ملی ایکی-تسوشیما
پارک شبه‌ملی ایکی-تسوشیما (به لاتین: Iki-Tsushima Quasi-National Park) یک منطقهٔ مسکونی در ژاپن است که در استان ناگاساکی واقع شده‌است.